# Szabasówka (szkoła)

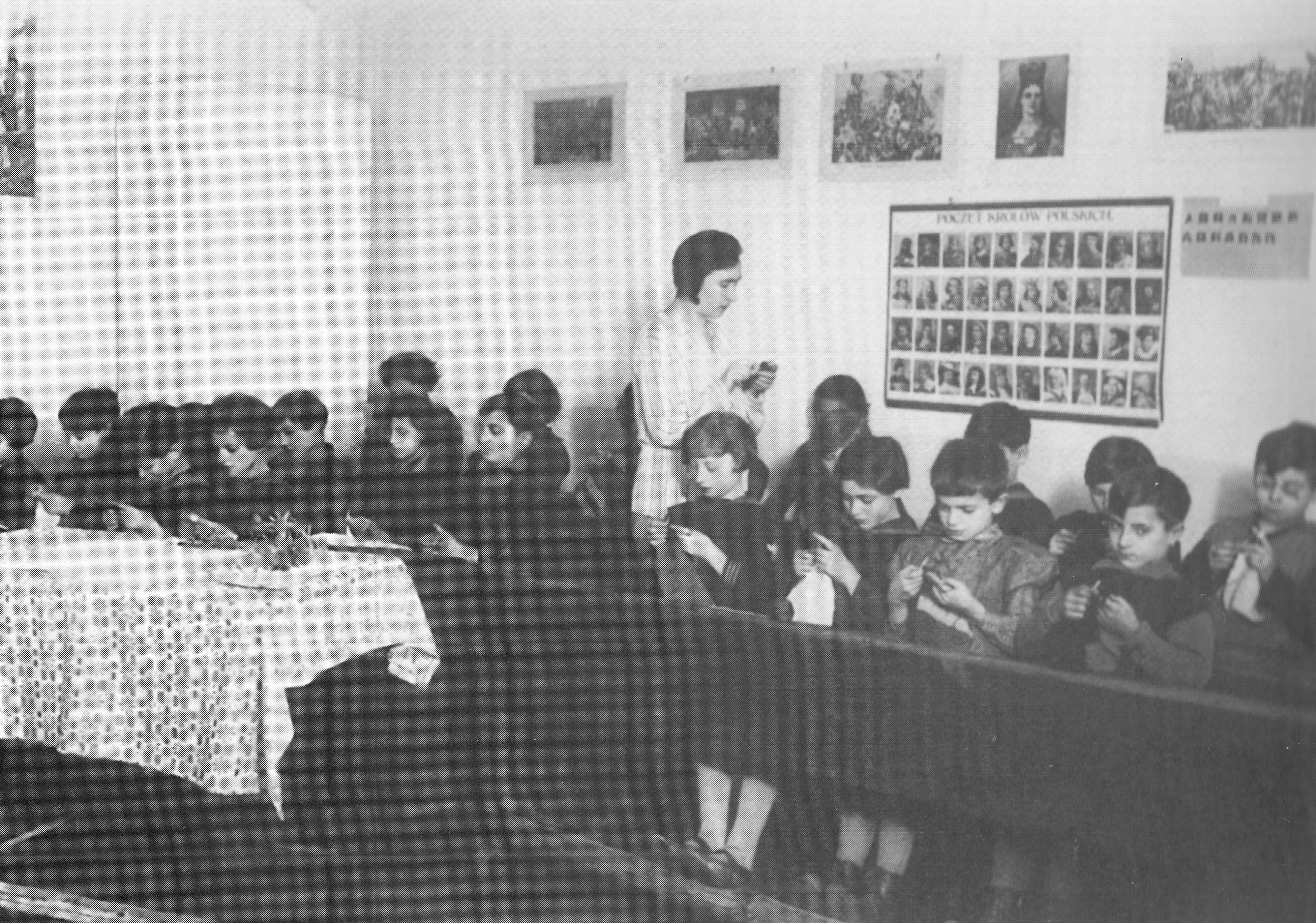
Uczniowie podczas zajęć w szabasówce

Szabasówka – potoczna nazwa szkoły powszechnej w II Rzeczypospolitej przeznaczonej wyłącznie dla młodzieży żydowskiej.

## Opis
Szkoły takie nazywano szabasówkami, ponieważ nauka odbywała się tam w niedziele, a dniem świątecznym, wolnym od nauki, była sobota. Niektórzy chłopcy kontynuowali potem naukę w chederach, ale dotyczyła ona wyłącznie religii i języka hebrajskiego.
Przykładowymi szabasówkami były radomskie szkoły:
- Szkoła Powszechna im. Berka Joselewicza przy ul. Spacerowej (dzisiaj Reja) w Radomiu,
- Szkoła Powszechna im. Elizy Orzeszkowej przy ul. Starokrakowskiej w Radomiu.